# بربيت أرقط
بربيت أرقط (الاسم العلمي: Pogoniulus scolopaceus) (بالإنجليزية: Speckled Tinkerbird)‏ هو نوع من الطيور يتبع جنس البربيت الصفاح من الفصيلة البربيتية.